# Smrekova kresilača
Smrekova kresilača (znanstveno ime Fomitopsis pinicola) je neužitna parazitska drevesna goba iz rodu kresilač, ki je razširjena tudi v Sloveniji.

## Značilnosti
Smrekova kresilača je pisano obarvana in na površini pasasta lesna goba, katere klobuk doseže dimenzije 30–40 x 25 x 10 cm. Trosovnica je bledo rumene do usnjasto rjave barve in ima 3–4 luknjice na mm površine. V trosovnici je rumen trosni prah, ki je sestavljen iz brezbarvnih elipsastih trosov dimenzij 6-8 x 3-4 µm.
Smrekova kresilača je trajna vrsta gob, ki raste skoraj vse leto na živih in odmrlih vejah, deblih in štorih iglavcev, najpogosteje na smreki, pa tudi na jelkah in borovcih. Redkeje raste tudi na nekaterih vrstah listavcev.